# So Hard
So Hard is een nummer van het Britse synthpopduo Pet Shop Boys uit 1990. Het is de eerste single van hun vierde studioalbum Behaviour.
Volgens de Pet Shop Boys zelf gaat het nummer over "twee mensen die met elkaar samenleven en totaal ontrouw zijn naar elkaar, maar allebei doen alsof ze wel trouw zijn, en elkaar daarop betrappen". "So Hard" werd een hit in Europa en Oceanië. Het bereikte de 4e positie in het Verenigd Koninkrijk. In de Nederlandse Top 40 haalde de plaat een bescheiden 15e positie, en in de Vlaamse Radio 2 Top 30 wist het de 8e positie te bereiken.